# Ilija Lupulesku
Ilija Lupulesku (n. 30 octombrie 1967, Uzdin, Kovačica Municipality⁠(d), RS Serbia, RSF Iugoslavia) este un jucător de tenis de masă ce a reprezentat Republica Socialistă Federativă Iugoslavia, medaliat olimpic. A participat la 5 ediții ale Jocurilor Olimpice (1988, 1992, 1996, 2000, 2004) în care a câștigat o medalie de argint.